# Euploea macleari
Euploea macleari är en fjärilsart som beskrevs av Butler 1887. Euploea macleari ingår i släktet Euploea och familjen praktfjärilar. Inga underarter finns listade i Catalogue of Life.